# Liste der Einträge im National Register of Historic Places im Moultrie County

Lage des Moultrie County in Illinois

Die Liste der Einträge im National Register of Historic Places im Moultrie County in Illinois führt alle Bauwerke und historischen Stätten im Moultrie County auf, die in das National Register of Historic Places aufgenommen wurden.
| [ 2 ] | Name                       | Bild                       | Eintragsdatum        | Lage                                              | Ort      | Beschreibung |
| ----- | -------------------------- | -------------------------- | -------------------- | ------------------------------------------------- | -------- | ------------ |
| 1     | Moultrie County Courthouse | Moultrie County Courthouse | 1995 ID-Nr. 95000489 | 10 South Main Street 39° 35′ 57″ N, 88° 36′ 25″ W | Sullivan |              |